# Smashbox Studios

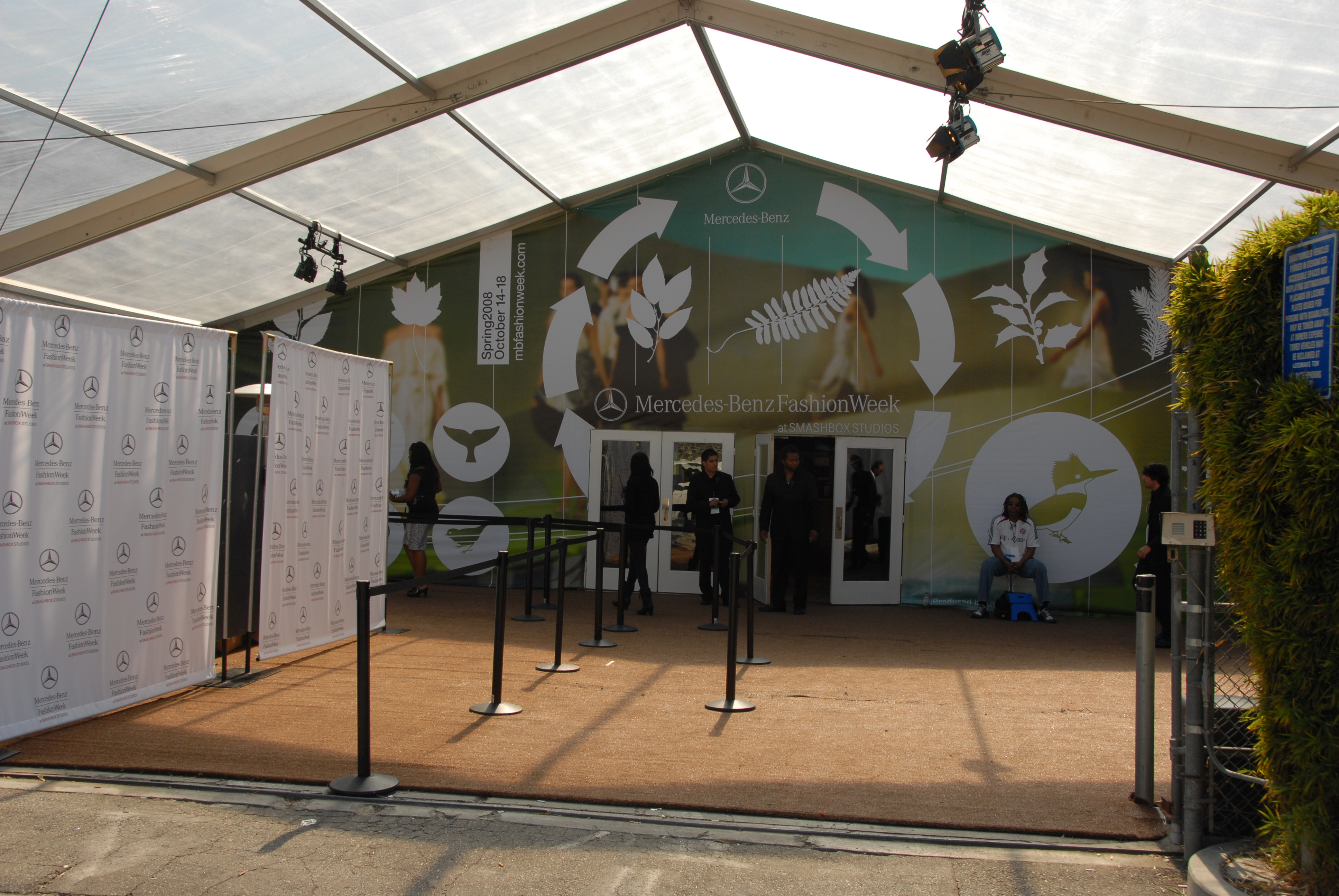
Lógistica para la semana de la moda en Smashbox Studios 10/18/2007.

De Smashbox Studios es un primer estudio de fotografía y cine en Los Ángeles, que acoge regularmente sesiones de fotos, rodajes y eventos para los fotógrafos, productores y celebridades.

## Historia
Dean y Davis Factor, leyendas de la empresa de cosméticos en Hollywood Max Factor, fundadaron en 1991 Smashbox Studios. La empresa se expandió para incluir un estudio fotográfico, agencia de modelos, empresa de producción, línea de ropa, y, en 1999, una línea de cosméticos llamada de Smashbox Cosmetics.
En 2002, IMG y Smashbox Studios comenzaron a ser sede de la Semana de la Moda de Los Ángeles en sus locales de Culver City. 2007 marcó su 6 º año consecutivo, [1].
En 2007 se fusionó con Quixote Studios, un estudio fotográfico fundado por Mikel Elliot y Jordania Kitaen. De Smashbox Studios y Quixote Studios juntos son propietarios de 15 estudios entre los tres lugares en West Hollywood, Culver City y Griffith Park. También tienen una producción de suministros y fungibles, tiendas ubicadas en el oeste de Hollywood y un lote de vehículos en el oeste de Los Ángeles donde se encuentra una flota de remolques, camiones y autocaravanas. Cada lugar tiene la adherencia de departamentos; para alojar celebridades.

## F.A.C.E. OFF
Smashbox Studios celebra un concurso anual de fotografía conocido como FACE OFF(Fashion Advertising Celebrity Editorial) para jóvenes fotógrafos y asistentes de fotografía. En 2007, la 12 ª muestra anual se celebró en los estudios de Smashbox Etapa 5 en relación con el Flaunt de la revista y Splashlight Digital.

## Novedades
En 2009, IMG y Smashbox Studios terminaron sus 5 años de relación amistosa y suspendieron la Semana de la Moda de Los Ángeles.